# Anton von Scholz

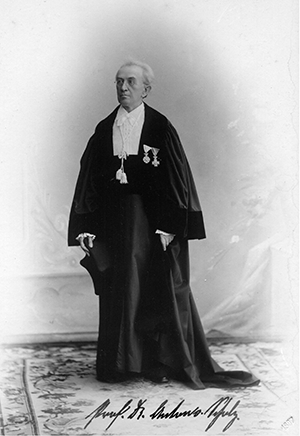
Anton Ritter von Scholz

Anton von Scholz, auch Anton Ritter von Scholz (* 25. Februar 1829 in Schmachtenberg, heute ein Ortsteil von Mönchberg im Landkreis Miltenberg in Bayern; † 30. September 1908 in Würzburg), war ein deutscher römisch-katholischer Theologe und Geistlicher. Unter anderem war er als Professor für alttestamentarische Exegese und biblisch-orientalischen Sprachen an der Universität Würzburg tätig, deren Rektor er von 1879 bis 1880 und von 1892 bis 1893 war.

## Leben

### Ausbildung
Die Unterstützung des zu diesem Zeitpunkt für Schmachtenberg zuständigen Pfarrers von Röllbach führte dazu, dass Scholz das Lyzeum in Aschaffenburg besuchen konnte, wo er ab 1849 humanistische Studien betrieb, die er später in Würzburg fortsetzte. Er studierte zunächst an der Ludwig-Maximilians-Universität in München und ab 1851 an der Julius-Maximilians-Universität in Würzburg. Nach dem Studium der Theologie wurde er am 12. August 1853 zum katholischen Priester geweiht. Seine erste Stelle als Seelsorger erhielt er als Cooperator in Zell am Main. Am 1. Februar 1855 wurde er von dem damaligen Bischof des Bistums Würzburg Georg Anton von Stahl zu seinem Kaplan und Privatsekretär berufen. In den folgenden Jahren verfasste er seine Dissertation und promovierte 1856 bei Prof. Heinrich Denzinger zum Doktor der Katholischen Theologie mit dem Thema De inhabitatione Spiritus Sancti (lateinisch Über die Einwohnung des Heiligen Geistes). Zwischen 1856 und 1860 war er außerdem als Prediger am Würzburger Kiliansdom tätig.

### Seelsorger in Eisingen und Deutscher Krieg
Scholz konzentrierte sich vollständig auf sein akademisches Lehramt. Trotzdem wurde er von dem Bischöflichen Ordinariat des Bistums Würzburg am 30. September 1861 mit der Leitung der neu errichteten Pfarrei St. Nikolaus in Eisingen als Pfarrverweser und ab 1865 als Pfarrer beauftragt. Am 15. Juli 1863 wurde er darüber hinaus zum Distriktschulinspektor der Katholischen Schulen im Bistum Würzburg ernannt.
Im Deutschen Krieg erlaubte Scholz im Sommer 1866 die Einrichtung des Hauptquartiers der Preußischen Mainarmee unter dem Befehl von General Edwin von Manteuffel im Pfarrhaus in Eisingen. Dort wurden die Waffenstillstandsverträge mit dem Königreich Bayern, dem Königreich Württemberg, dem Großherzogtum Baden, dem Großherzogtum Hessen (Hessen-Darmstadt) und dem Herzogtum Nassau unterzeichnet, die die Kämpfe in Süddeutschland beendeten. Zwischen 1865 und 1869 ließ er die Marienkapelle an der Eisinger Hauptstraße errichten.

### Professor und Rektor in Würzburg
Scholz versuchte mehrmals vergeblich sich auf eine vakante Professur an der Würzburger Universität zu bewerben. König Ludwig II. von Bayern beendete den Konflikt mit einem Schreiben vom 24. Juni 1872, in dem er dem Senat der Königlichen Universität Würzburg seine Entscheidung mitteilte, Dr. Anton Scholz zum Professor der Alttestamentlichen Exegese und der biblisch-orientalischen Sprachen an der Theologischen Fakultät der Julius-Maximilians-Universität Würzburg zu ernennen. Scholz fasste unter anderem in seinen Kommentaren zu den Büchern Jeremias, Tobias, Judith und Esther diese nicht als Darstellung geschichtlicher Ereignisse, sondern als Allegorien auf. In den Jahren 1877 bis 1878 wurde er erstmals Dekan der Theologischen Fakultät, dieses Amt versah er auch von 1880 bis 1881 und von 1885 bis 1886. Von 1879 bis 1880 und von 1892 bis 1893 war Scholz Rektor der Universität. 1893 löste ihn der Physik-Professor Wilhelm Conrad Röntgen als Rektor ab. 1889 wurde er in die Baukommission zum Bau der Neuen Universität am Sanderring 2 im Stadtteil Sanderau berufen. Am 5. Mai 1903 ersuchte er das bayrische Kultusministerium, ihn ab dem Wintersemester 1903/04 von seinem Lehramt an der Hochschule zu entbinden. Diesem Antrag wurde stattgegeben. 21 Jahre lang gehörte er dem Senat der Universität an.
Scholz kann als eine Art „Gründervater“ für den Lehrstuhl der Assyriologie an der Universität Würzburg betrachtet werden. Sein Schüler Prof. Johannes Ferdinand Hehn hat diesen Fachbereich als Nachfolger von Scholz in Würzburg bedeutend gemacht.

### Tod

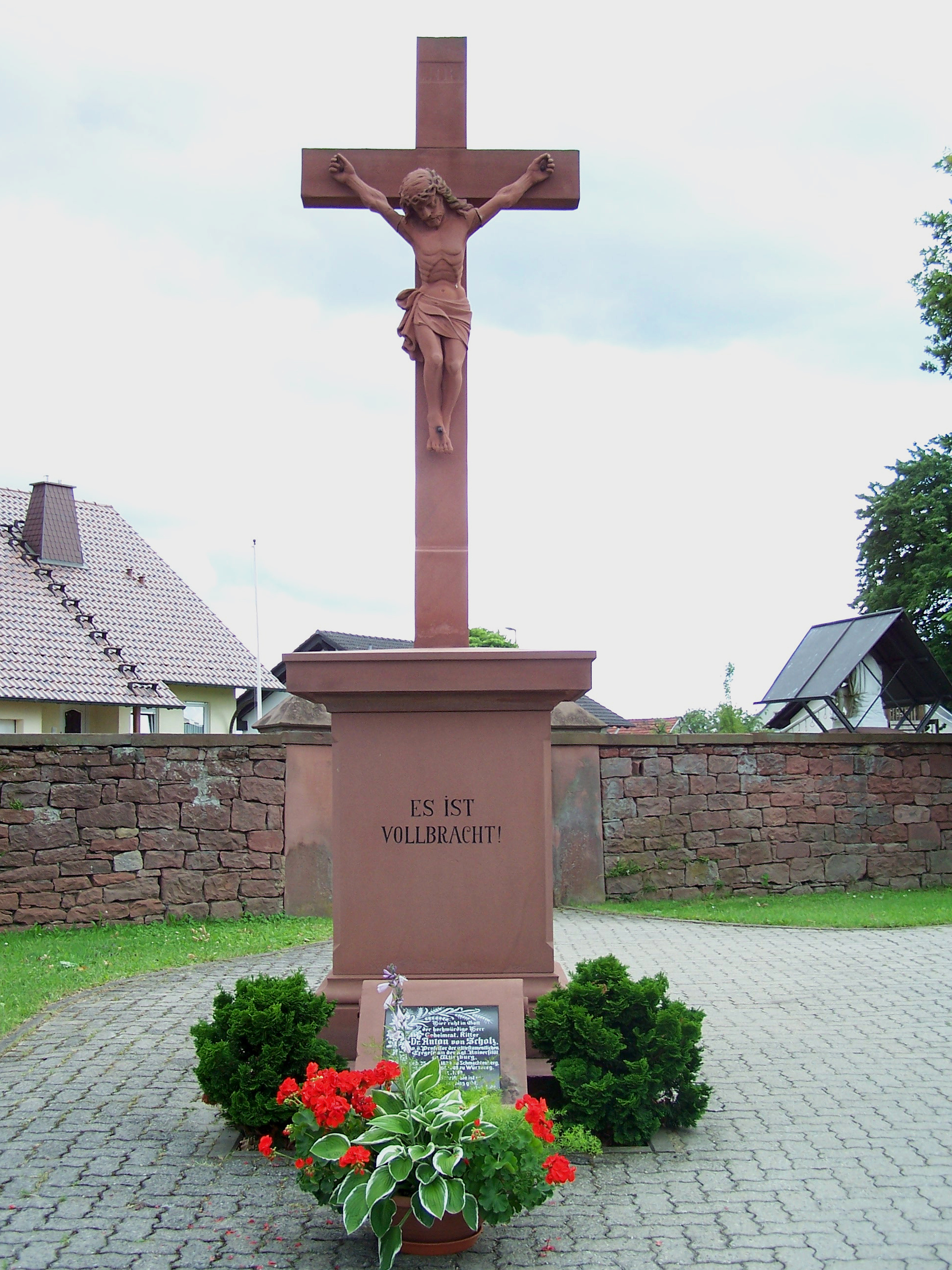
Grabdenkmal für Dr. Anton Ritter von Scholz auf dem Friedhof der Kirche in Schmachtenberg

Scholz wurde nach seinem Tod in Würzburg 1908 in seinem Geburtsort Schmachtenberg auf dem Friedhof der Kirche St. Johannes der Täufer und St. Johannes Evangelist begraben.

## Ehrungen und Auszeichnungen
- 1881: Verdienstorden vom Heiligen Michael (Ritterkreuz I. Klasse)
- 1882: Silberne Gedenkmedaille der Universität
- 1896: Verdienstorden der Bayerischen Krone (Ritterkreuz) mit Erhebung in den persönlichen Adelsstand
- 1901: Ernennung zum Geheimrat durch Prinzregent Luitpold von Bayern
- 1903: Ehrenbürger der Gemeinde Eisingen
- 1903: Ludwigsorden (Ehrenkreuz)

## Stifter
Anton von Scholz rief 1905 die Geheimrat von Scholz’sche Stipendiumsstiftung ins Leben, die nach dem Zweiten Weltkrieg in den Stiftungen der Universität Würzburg aufging.

## Schriften (Auswahl)
- Die Keilschrift-Urkunden und die Genesis. Würzburg 1877.
- Die Aegyptologie und Die Bücher Mosis. Würzburg 1878.
- Commentar über das Buch „Esther“ mit seinen „Zusätzen“ und über „Susanna“. Würzburg 1892, OCLC 1295481333.
- Kommentar über den Prediger. Leipzig 1901 (Digitalisat), OCLC 181917353.